# Departamento de Sincelejo
El departamento de Sincelejo es un extinto departamento de Colombia. Fue creado el 5 de agosto de 1908 y perduró hasta el 1 de enero de 1910, siendo parte de las reformas administrativas del presidente de la república Rafael Reyes respecto a división territorial. El departamento duró poco, pues Reyes fue depuesto en 1909 y todas sus medidas revertidas a finales del mismo año, por lo cual las 34 entidades territoriales creadas en 1908 fueron suprimidas y el país recobró la división política vigente en 1905, desapareciendo entonces Sincelejo como departamento y siendo reunificado el departamento de Bolívar.
Durante su existencia el departamento de Sincelejo alcanzó a tener dos gobernadores: José Torralbo, natural de Lorica y Ramón de Paula Hoyos Corena, natural de Sahagún.

## División territorial
El departamento estaba conformado por las provincias bolivarenses de Corozal y Sincelejo.
Los municipios que conformaban el departamento eran los siguientes, de acuerdo al decreto 916 del 31 de agosto del año 1908:
- Provincia de Sincelejo: Sincelejo (capital), Palmito, Sampués, San Andrés y Toluviejo.

- Provincia de Corozal: Corozal (capital), Sahagún, Chinú, Morroa, Ovejas, Sincé, Tolú, San Onofre, Caimito y Colosó.